# Frankotyp

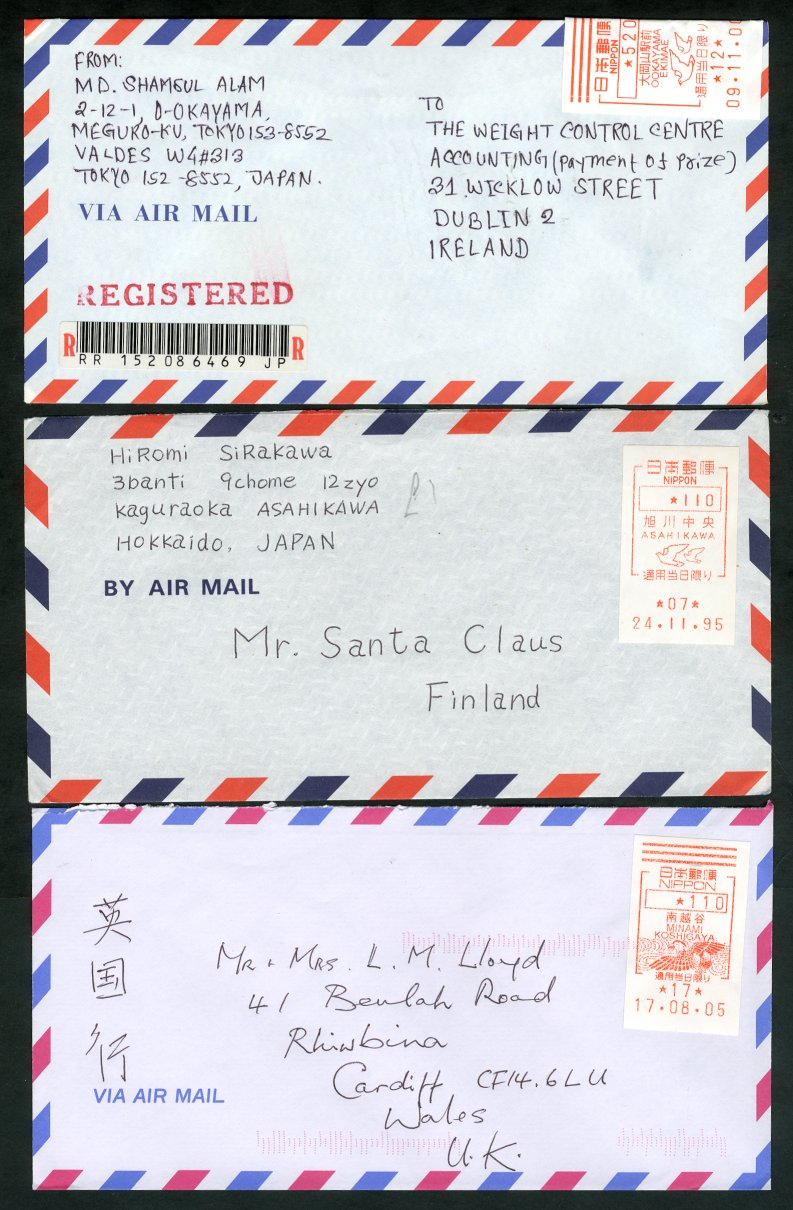
Frankotypy japonské pošty

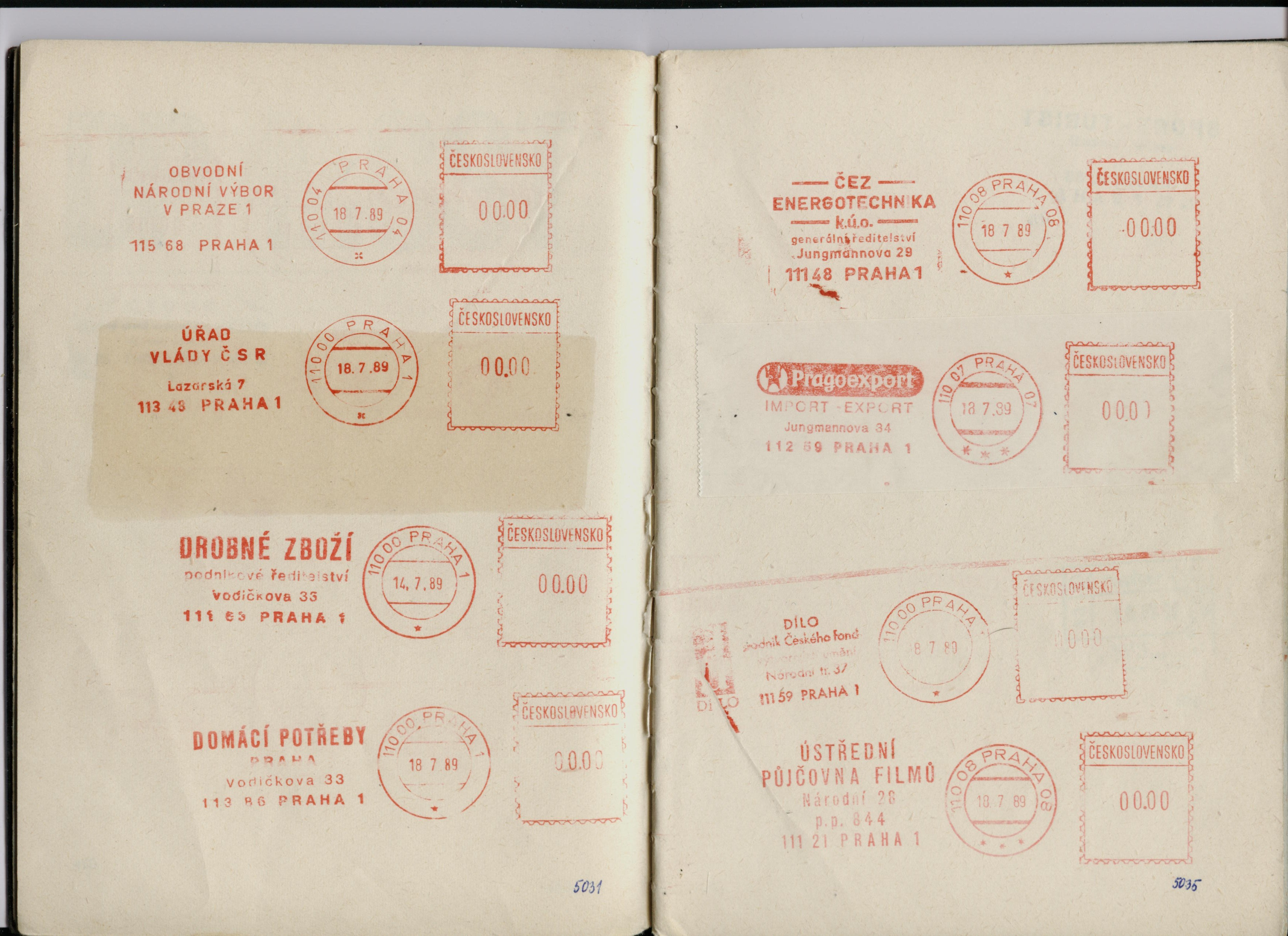
Výplatní otisky z Prahy (1989)

Frankotyp je otisk výplatního razítka počítacího a razítkovacího poštovního stroje. Přesně se jedná o otisk výplatního razítka, respektive o dohodnutou výplatní značku, jež nahrazuje výplatní známku, nejčastěji poštovní známku. Tyto otisky mohou být i všelijak zdobené a umělecky provedené a jako takové bývají i předmětem sběratelského zájmu filatelistů.